# Oliver Parker
Oliver Parker (Londres, 6 de setembro de 1960) é um cineasta e roteirista inglês.
É filho de Lady Gillian (ou Jillian), uma escritora, e de Sir Peter Parker, um diretor executivo de estrada de ferro. Oliver também tem um irmão que pertence ao meio artístico, o ator Nathaniel Parker.

## Filmografia

### Como diretor
- Othello (1995)[1]
- An Ideal Husband (1999)[2]
- The Importance of Being Earnest (2002)
- The Private Life of Samuel Pepys (2003) (TV movie)
- Fade to Black (2006)[3]
- I Really Hate My Job (2007)
- St.Trinian's (2007)
- Dorian Gray (2009)
- St. Trinian's II: The Legend of Fritton's Gold (2009)

### Como ator

#### Filmes
- Hellraiser (1987) - segundo homem do cinema
- Hellbound: Hellraiser II (1988) - trabalhador 2
- Raça das Trevas (1990) - Peloquin

#### Televisão
- Matlock (1 episódio, 1987) - homem na Escola de Butler
- The Bill (1 episódio, 1989) - Glen Phelps